# Euploea torvina
Euploea torvina är en fjärilsart som beskrevs av Butler 1875. Euploea torvina ingår i släktet Euploea och familjen praktfjärilar. Inga underarter finns listade i Catalogue of Life.